# Emil Franzke
Emil Konstantin Alexander Franzke (* 26. Februar 1895 in Schönau, Landkreis Leobschütz; † 22. Februar 1984 in Goch-Asperden) war ein deutscher Landwirt und Politiker (Zentrum).

## Leben
Nach dem Besuch der Volksschule in Schönau und dem Gymnasium in Leobschütz nahm Franzke von 1914 bis 1918 als Soldat am Ersten Weltkrieg teil, zuletzt als Leutnant der Reserve. Im Anschluss begann er ein Studium der Rechts- und Staatswissenschaften an der Universität Breslau, das er 1920 aber vorzeitig abbrach, um einen Hof in Schönau zu übernehmen. In der Folgezeit arbeitete er als Gutspächter in der praktischen Landwirtschaft. Von 1927 bis 1933 war er Präsident der Landwirtschaftskammer Oberschlesien.
Während der Zeit der Weimarer Republik trat Franzke in die Zentrumspartei ein, für die er von 1932 bis 1933 als Abgeordneter dem Preußischen Landtag angehörte.
Seit 1914 war er Mitglied der katholischen Studentenverbindungen KDStV Marchia (Breslau) Aachen im CV.